# کاملا شبیه (بازی ویدئویی)
| ناشر       | امتیاز |
| ---------- | ------ |
| کرش        | ۶۴٪    |
| سی‌وی‌جی     | ۵۶/۱۰۰ |
| سنکلر یوزر | ۷۰٪    |
| گیمز ماشین | ۳۹٪    |
| یور سینکلر | ۶/۱۰   |

کاملاً شبیه (به انگلیسی: Spitting Image) یک بازی ویدئویی به سبک مبارزه‌ای تن به تن است که در سال ۱۹۸۸ منتشر شد. این بازی با الهام از شخصیت‌های عروسکی برنامهٔ تلویزیونی کاملاً شبیه ساخته شده‌است. بازی ویدئویی کاملاً شبیه توسط واکینک سرکلز توسعه داده شد و شرکت دومارک آن را منتشر کرد.
بازی بر اساس سناریویی پیش می‌رود که طبق آن قرار است طی هفت سال آینده با توطئهٔ یک «رهبر مرموز» یک جنگ جهانی اتفاق بیفتد. این جنگ به‌قدری بزرگ است که حتی سوئیس وارد آن خواهد شد و به‌قدری مخوف است که ایتالیایی‌ها پیشاپیش خودشان را تسلیم کرده‌اند. برای پیش‌گیری از این اتفاق، شش رهبر جهان موافقت کرده‌اند که وارد مبارزه شوند و برنده حاکم بی چون و چرای جهان خواهد بود. این شش رهبر مارگارت تاچر از بریتانیا، رونالد ریگان از ایالات متحده آمریکا، میخائیل گورباچف از اتحاد جماهیر شوروی سوسیالیستی، سید روح‌الله خمینی از جمهوری اسلامی ایران، پی دبلیو بوتا از آفریقای جنوبی و پاپ ژان پل دوم هستند.
شخصیت‌های این بازی که در پلتفرم ۸ بیتی اجرا می‌شود، به‌صورت دو بعدی نمایش داده می‌شوند و می‌توانند با پرش در هوا یا از زمین به حریف‌شان حمله کنند. هر کدام از آن‌ها یک قابلیت ویژه هم دارند: برای مثال خمینی می‌تواند با ریشَش به دشمن صدمه بزند و قابلیت تاچر کَف‌گُرگی زدن به حریف است. غیر از این‌ها هر بازیکن می‌تواند هر زمان که خواست یک یار کمکی (که با گلوله‌های مختلف مانند کاندوم و بطری ویسکی به حریف حمله می‌کند) را فرا بخواند.
بازیکن پس از آنکه موفق شد ۵ حریف را شکست بدهد باید با «رهبر مرموز» مبارزه کند. این مبارزه در تاریکی اتفاق می‌افتد و تنها سرنخ از محل حریف، چشم‌های اوست که در تاریکی دیده می‌شوند. اگر بازیکن بتواند «رهبر مرموز» را شکست دهد مشخص می‌شود شخصی که همهٔ این دسیسه‌ها را برای تصاحب دنیا چیده جان رمبو بوده‌است و بازی به پایان می‌رسد.